# Franz von Duesberg
 (février 2023).
Pour les articles homonymes, voir Duesberg.

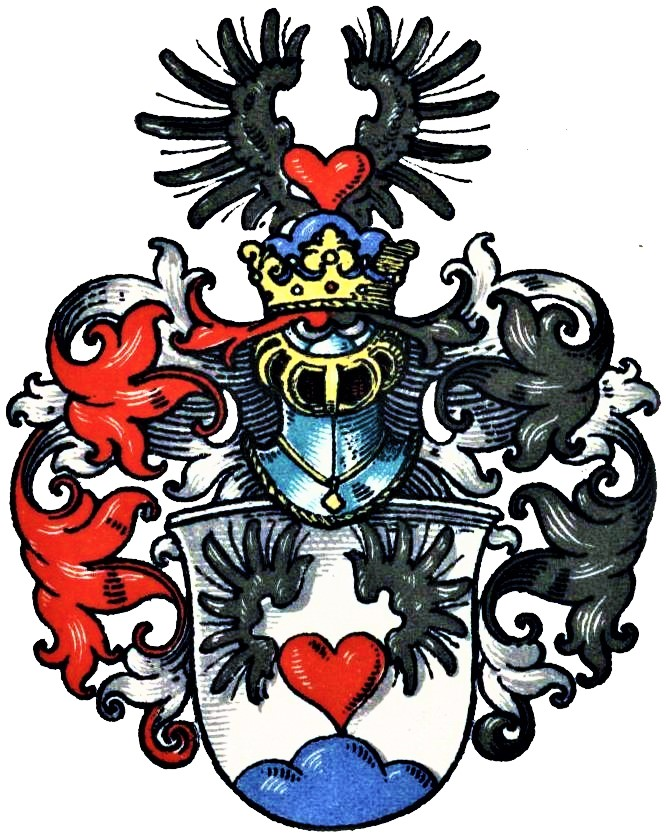
Armoiries de Duesberg dans le Wappenbuch des Westfälischen Adels

Franz Gerhard Xaver Duesberg, à partir de 1840 von Duesberg (en partie aussi von Düesberg) (né le 11 janvier 1793 à Borken et mort le 11 décembre 1872 à Münster) est un avocat, ministre prussien des Finances et procureur de la Couronne.

## Biographie
Duesberg est issu d'une vieille famille de Borken, dont sont issus plusieurs maires au début du XVIIIe siècle. Au milieu du XVIIIe siècle, Jodokus Ferdnand Duesberg part pour Münster où il est conseiller de la cour et maître de poste. Son petit-fils, Theodor Duesberg (de), est administrateur de l'arrondissement de Wiedenbrück (de). Franz von Duesberg étudie au lycée de Münster, plus tard à Verden et enfin à Mayence. Il étudie le droit à Münster et à Bruxelles. Duesberg devient membre de la garde d'honneur de Napoléon en 1813, mais s'enrôle dans l'armée prussienne la même année. En 1814/1815, il participe aux guerres et quitte l'armée prussienne en 1815 en tant que premier lieutenant du roi prussien.
Il commence sa carrière dans la fonction publique en 1816 dans le service judiciaire prussien, devient greffier au tribunal régional supérieur de Münster en 1817, devient assesseur au tribunal régional supérieur de Ratibor en 1819 et entre au conseil du tribunal régional supérieur de Paderborn en 1821. En 1826, il devient membre de la Commission législative et en 1831/1832, il est conseiller privé au ministère de la Justice. En 1832, il devient conseiller privé des finances.
En 1834, il devient un haut magistrat secret et un conseiller principal en révision. En 1836, Duesberg devient membre du Conseil d'État prussien, en 1837 secrétaire d'État adjoint et en 1838 secrétaire d'État. En 1841, il devient conseiller privé réel et directeur ministériel et, de 1841 à 1846, il est directeur du département catholique du ministère prussien de l'Éducation. En 1842, il devient membre de la Commission des lois et, de juin 1842 à novembre 1846, chargé de cours au sein du ministère d'État et du cabinet civil secret.

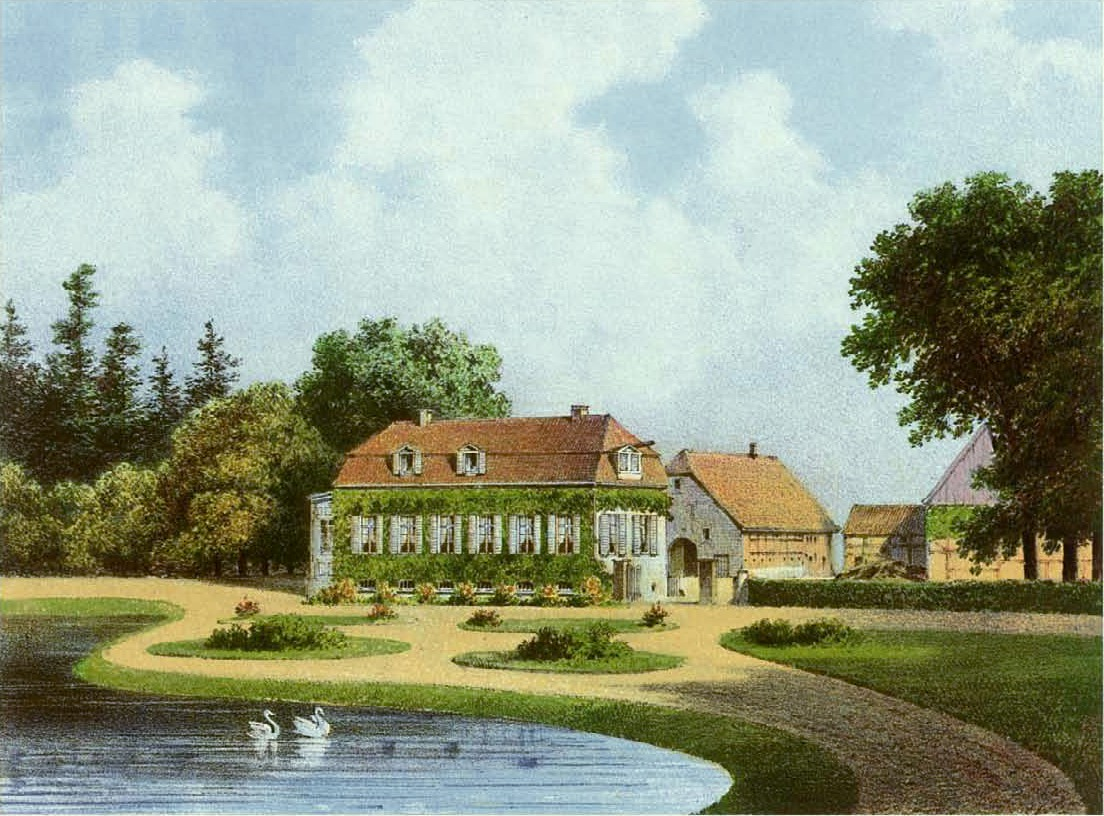
Maison de Geist vers 1860, Collection Alexander Duncker

D'août 1846 à mars 1848, Duesberg est ministre prussien des Finances. Cela fait de lui le premier ministre catholique de Prusse. Avec le début de la révolution de mars, il démissionne. En 1849, il est commissaire de la Couronne prussienne et président de la Cour d'arbitrage fédérale provisoire du Parlement de l'Union d'Erfurt. De 1850 à 1871, il est président de la province prussienne de Westphalie et devient procureur de la Couronne en 1854. En 1871, il quitte le service actif à sa propre demande et vit depuis au manoir de Geist près de Münster.
Duesberg est membre du Conseil d'État prussien de 1836 à 1848. En 1850, il est membre de l'assemblée des États de l'Union d'Erfurt, de 1851 à 1854 député de la première chambre pour la faction Alvensleben et de 1854 à sa mort (1872) député de la Chambre des seigneurs de Prusse.

## Élévation à la noblesse
Le 15 octobre 1840, Duesberg est anobli par le roi de Prusse Frédéric-Guillaume IV en raison de ses mérites. Le diplôme est daté du 6 octobre 1858.
Blasonnement des armoiries décernées : En argent, un cœur (de) de gueules ailé noir sur un mont à trois coupeaux (de) bleu. Sur le casque couronné figure le bouclier. Les lambrequins sont rouge-argent et noir-argent.